# Branca valenciana del cas Gürtel
La branca valenciana del cas Gürtel és la ramificació del cas Gürtel al País Valencià. És instruïda al Tribunal Superior de Justícia de la Comunitat Valenciana i consta de sis peces separades, cadascuna de les quals investiga uns presumptes fets delictius. El judici s'està realitzant durant les primeres setmanes del 2018. El fiscal acusa al Partit Popular de la Comunitat Valenciana de finançament il·legal del Partit Popular durant les campanyes electorals de Francisco Camps del 2007 i 2008.

## Peces
1. Peça del delicte electoral a les eleccions municipals i autonòmiques de l'any 2007: Aquesta peça investiga el possible delicte de l'article 149 de la Llei Orgànica de Règim Electoral General. Aquests fets delictius resulten presumptament atribuïbles a Luis Bárcenas Gutiérrez i Cristina Ibáñez Vidal per autoria directa (administradors electorals) i coparticipació dels diputats de les Corts valencianes Vicent Rambla Momplet (a més de sotspresident del Consell), Ricardo Costa Climent, David Serra Cervera, Yolanda García Santos, així com les persones no aforades: les no identificades i anomenades El Príncep i El Cantant; els gestors efectius d'Orange Market SL (Cándido Herrero Martínez, Álvaro Pérez, Pablo Crespo Sabarís, Francisco Correa i José Luis Izquierdo), així com els gestors efectius de les mercantils FACSA SA, Pavimentos del Suroeste SA, Grupo Vallalba SL, Constructora Hormigones Martínez SA i PIAF SL.
2. Peça del delicte de falsedat de l'any 2008: Aquesta peça investiga el delicte continuat de falsedat en document mercantil i aquests fets resulten presumptament atribuïbles als gestors efectius d'Orange Market SL (Cándido Herrero Martínez, Álvaro Pérez, Pablo Crespo Sabarís, Francisco Correa, José Luis Izquierdo i una empregada anomenada Merche) i als gestors efectius de les societats FACSA SA, Enrique Ortiz e Hijos contratista de obras SA, PIAF SL, Lubasa desarrollos inmobiliarios SL, Fundació Sedesa, Sedesa Inversiones SL, i Sedesa Obras y Servicios SA, així com les persones no identificades i anomenades El Príncep i El Cantant i les persones aforades mencionades anteriorment.
3. Peça dels delictes de prevaricació i suborn derivats de la contractació administrativa de FITUR (anys 2005-2009) entre la Generalitat Valenciana i Orange Market: Aquests fets delictius resulten presumptament atribuïbles a Milagrosa Martínez, Vicent Rambla Momplet i a les persones no aforades Rafael Betoret Parreño, així com els gestors efectius d'Orange Market SL.
4. Peça dels delictes de prevaricació i suborn derivats de la contractació de Radiotelevisió Valenciana amb l'empresa Teconsa per a la cobertura de la visita del Papa a València l'any 2006.
5. Peça del delicte de prevaricació derivat de les contractacions de la Generalitat Valenciana amb Orange Market i la resta de les empreses de la trama, a excepció de la contractació ja investigada a la peça número 3.
6. Peça dels delictes contra la Hisenda Pública que puguen atribuir-se a Orange Market derivats dels fets delictius investigats a les peces 1 i 2, de finançament irregular del PP i prevaricació de la Generalitat i la trama, respectivament.

## Peça del delicte electoral
Aquesta peça investiga el delicte electoral a les eleccions municipals i autonòmiques de l'any 2007.

### Persones imputades

#### Càrrecs públics
- Luis Bárcenas Gutiérrez
- Cristina Ibáñez Vidal, gerent del Partit Popular de la Comunitat Valenciana i que conserva el càrrec en l'actualitat.[2]
- Vicent Rambla Momplet
- Ricardo Costa Climent, que era secretari general del Partit Popular de la Comunitat Valenciana.
- David Serra Cervera
- Yolanda García Santos, que era tresorera del Partit Popular de la Comunitat Valenciana.

#### Persones privades
- Cándido Herrero Martínez
- Álvaro Pérez
- Pablo Crespo Sabarís
- Francisco Correa
- José Luis Izquierdo
- Felipe Almenar Manteca (conegut per la trama Gürtel com El Príncep), president del grup empresarial Cyes, empresa que presumptament finançà il·legalment les campanyes del PP valencià.
- Rafael Martínez Berna (conegut per la trama Gürtel com El Cantant), propietari d'Hormigones Martínez, empresa que presumptament finançà il·legalment les campanyes del PP valencià.

### Cronologia
- 4 de febrer de 2014: La Unitat de Delinqüència Econòmica i Fiscal (UDEF) de la Policia Nacional remet al magistrat Pablo Ruz, jutge instructor del cas Gürtel a l'Audiència Nacional, un informe en què s'afirma, entre altres coses, que el PP valencià pagà a la trama Gürtel al voltant de 200.000 euros en diners negres per actes del partit entre 2002 i 2004.[3] Els actes són els següents:

- Convenció regional del PP valencià (juny de 2002): el PP valencià efectua un pagament en b en efectiu de 17.429 euros.
- Congrés regional del PP valencià (setembre de 2002): el PP valencià efectua quatre pagaments en efectiu en b i sense justificació documental de 150.421 euros.
- Acte a Mislata (gener de 2004): el PP valencià efectua dos pagaments de 16.400 euros.
- Presentació de Francisco Camps com a candidat (octubre de 2002): el cost de l'acte va ser de 54.119 euros i la trama Gürtel demanà als proveïdors que modificaren els conceptes de les factures per altres que res tenien a veure amb l'acte.
- Presentació de Francisco Camps com a candidat (febrer de 2003): el cost de l'acte va ser de 38.464 euros més IVA, però va ser l'empresa Tierra Atomizada i el PP d'Alacant els qui es feren càrrec del pagament de l'acte però utilitzant factures els conceptes de les quals res tenia a veure amb l'acte.

- 3 de març de 2014: La Unitat de Delinqüència Econòmica i Fiscal (UDEF) de la Policia Nacional remet al magistrat Pablo Ruz, jutge instructor del cas Gürtel a l'Audiència Nacional, un informe en què s'afirma que:[4]

- el Partit Popular de la Comunitat Valenciana pagava el 80% en negre a l'empresa de la trama Gürtel Orange Market per l'organització d'actes.
- per a la trama Gürtel, la persona de contacte en el PP per a decidir les quantitats que devien ser facturades en a o en b era Ricardo Costa Climent.
- es constata la compra de dos rellotges, un de cavaller i altre de senyora, per import de 5.300 euros. Altre informe ja senyalà com a receptora d'un dels rellotges a la que era consellera de Turisme, Milagrosa Martínez Navarro, com a regal de Nadal en 2005.

El jutge instructor del cas, el magistrat José Ceres, dicta una providència mitjançant la qual reclama a totes les delegacions municipals del Partit Popular de la Comunitat Valenciana una relació de tots els contractes celebrats amb Orange Market, per tot tipus d'actes siguen o no electorals, així com de tots els pagaments efectuats a aquesta entitat.
- 14 de març de 2014: L'Agència Estatal de l'Administració Tributària remet al jutge instructor l'informe definitiu sobre el finançament il·legal del PP valencià.[6] Aquest informe afirma que a les campanyes electorals de 2007 i 2008, els pagaments en diners negres i les donacions prohibides per la llei electoral sumen un total de 3,5 milions d'euros. Assenyala també que certs polítics del PP valencià realitzaren una activitat de col·laboració necessària en la comissió dels delictes de defraudació tributària, tals com: l'alcaldessa d'Alacant Sonia Castedo Ramos (anomenada Sonia per la trama Gürtel), l'expresident de la Diputació de Castelló Carlos Fabra Carreras (anomenat El Borni per la trama) i l'exvicepresident de la Diputació de Castelló i alcalde de la Vall dAlba Francisco Martínez Capdevila (anomenat Paco per la trama). També menciona l'informe a l'empresari Felipe Almenar presidente de Cyes (anomenat El Príncep).

## Peça del delicte de falsedat
Aquesta peça investiga el delicte de falsedat de l'any 2008.

## Peça dels delictes de prevaricació i suborn
Aquesta peça investiga els delictes de prevaricació i suborn derivats de la contractació administrativa per 5 milions d'euros, entre la Generalitat Valenciana i Orange Market, per a l'organització del pavelló valencià a la Fira Internacional de Turisme FITUR (anys 2005-2009).

### Instrucció

#### Persones imputades

##### Càrrecs públics
- Vicente Rambla Mompet (PPCV): Diputat a les Corts Valencianes, exsotspresident de la Generalitat Valenciana i exconseller d'Indústria, Comerç i Innovació. Finalment és eximit i no és processat en aquesta causa per manca d'indicis suficientment sòlids.
- María Milagrosa Martínez Navarro (PPCV): Actualment diputada a les Corts Valencianes i alcaldessa de Novelda, exconsellera de Turisme i expresidenta de les Corts Valencianes. Està imputada per suborn i prevaricació.
- Angélica Such Ronda (PPCV): Actualment secretària primera de la Mesa de les Corts Valencianes. Està imputada per contractació irregular.
- Rafael Betoret Parreño (PPCV): Exercia el càrrec de Cap de Gabinet de la Conselleria de Turisme de la Generalitat Valenciana. Ja ha estat declarat culpable (acceptà els càrrecs) per la causa dels vestits, derivada del cas Gürtel.
- Jorge Miguel Guarro Monllor, cap de Promoció de l'Agència Valenciana de Turisme. Imputat per suborn i prevaricació en l'adjudicació a Orange Market del pavelló de la Generalitat Valenciana a FITUR els anys 2005-2009.
- Salvadora Ibars Sancho (PPCV), directora general de Promoció Institucional de la Conselleria de Presidència de la Generalitat Valenciana. Imputada per suborn i prevaricació en l'adjudicació a Orange Market de la Guía de la Comunicació de 2005, la presentació del Congrés de Nou Periodisme en 2006 i la festa per a l'eixida de la Volvo Ocean Race des d'Alacant.[7]
- Isaac Vidal Sánchez (PPCV), excap de l'àrea de Mercats i Comunicació de l'Agència Valenciana de Turisme. Imputat per suborn i prevaricació en l'adjudicació a Orange Market del pavelló de la Generalitat Valenciana a FITUR els anys 2005-2009.
- Ana María Grau Ábalos, excoordinadora de Fires.
- Juan Bover Fernández de Palencia, cap de servei d'Infraestructures Turístiques de la Generalitat.

##### Persones privades
- Álvaro Pérez
- Pablo Crespo
- Francisco Correa Sánchez
- Cándido Herrero, conseller delegat d'Orange
- Isabel Jordán, administradora d'empreses de Francisco Correa
- Mónica Magariños, treballadora de Francisco Correa

### Judici
El TSJCV fixa el 31 de març de 2014 perquè comence la vista del judici d'aquesta peça del cas.

### Cronologia
- 26 d'abril de 2012: Comencen les declaracions davant el magistrat instructor del TSJCV, José Ceres. Els imputats citats per a declarar són Jorge Guarro, Isaac Vidal i Salvadora Ibars.[9] Els imputats declaren que l'adjudicació a Orange Market de la instal·lació del pavelló de la Generalitat Valenciana a FITUR respongué únicament a criteris de qualitat.[10][11][12]
- 26 d'abril de 2012: Les persones citades per a declarar en condició d'imputades són Isabel Jordán (administradora d'empreses de la trama Gürtel) i Rafael Betoret (antic cap del gabinet de Turisme i condemnat per suborn impropi en la causa dels vestits).
- 8 de maig de 2012: Declara en qualitat de testimoni Isabel Villalonga, secretària general de la Delegació del Govern a València, que fou sotssecretària de la Conselleria de Turisme i de Presidència. També declara com a imputada pels delictes de suborn i prevaricació Milagrosa Martínez, ex-presidenta de les Corts valencianes, que fou consellera de Turisme en el moment dels fets investigats. Ha afirmat que l'adjudicació de FITUR a Orange Market és responsabilitat dels tècnics de la Conselleria.
- 18 de setembre de 2012: El magistrat instructor, José Ceres, cita a declarar en qualitat d'imputada a Ana Grau Ábalos, coordinadora de fires en l'Agència Valenciana de Turisme; també cita a declarar en qualitat de testimonis a María Ángeles Ureña, cap de gabinet del conseller d'Infraestructures i Transport; a Rafael Blasco, síndic del PP a les Corts Valencianes i que va ser conseller de Territori i Habitatge; i, finalment, a Javier Fernández, de Càtering José Luis.[13]
- 16 de gener de 2013: La Fiscalia Anticorrupció presenta el seu escrit de qualificació, on acusa 13 persones: 
  - acusa Milagrosa Martínez dels delictes continuats de prevaricació administrativa i malversació de cabals públics, així com de suborn i sol·licita per a ella 11 anys de presó i 34 anys d'inhabilitació (16 dels quals, absoluta);
  - acusa Rafael Betoret dels delictes continuats de prevaricació administrativa i malversació de cabals públics, així com de suborn i sol·licita per a ell 11 anys de presó i 38 anys d'inhabilitació;
  - acusa Angélica Such de prevaricació administrativa i sol·licita per a ella 10 anys d'inhabilitació;
  - acusa Jorge Guarro i sol·licita 7 anys de presó per a ell
  - acusa Isaac Vidal i sol·licita 11 anys de presó per a ell
  - acusa Ana Grau i sol·licita 7 anys de presó per a ell
  - acusa altres funcionaris

La Fiscalia sol·licita el sobreseïment provisional en aquesta peça de Vicente Rambla, ja que els indicis de delicte contra ell no han pogut concretar-se suficientment.
- 27 de febrer de 2013: El jutge instructor torna a imputar Salvadora Ibars, responsable de Promoció Institucional de Presidència de la Generalitat Valenciana, per la seua participació en la contractació irregular del Consell a l'empresa de la trama Orange Market d'altres pavellons per a Fitur.[7] El jutge la cita a declarar en qualitat d'imputada el dia 22 de març. Cal recordar que havia estat arxivada la seua imputació en la peça separada del cas que investiga la contractació del Consell amb la trama per a la preparació i el muntatge del pavelló de la Generalitat Valenciana per a Fitur.
- 1 de juliol de 2013: El jutge instructor decreta l'obertura de judici oral d'aquesta peça de la branca valenciana del cas Gürtel.[14][15][16][17][18][19] El judici s'obre pels delictes de prevaricació administrativa, malversació de cabals públics, enriquiment injust, falsedat en document oficial, suborn passiu, suborn actiu, tràfic d'influències, ús d'informació privilegiada i infidelitat en la custòdia de documents.

El jutge acusa les següents persones:
- Milagrosa Martínez, se li imposa una fiança de 636.500 euros.
- Angèlica Such, acusada del delicte continuat de prevaricació.
- Rafael Betoret, se li imposa una fiança de 645.000 euros.
- Isaac Vidal, se li imposa una fiança de 540.000 euros.
- Jorge Miguel Guarro, se li imposa una fiança de 230.000 euros.
- Ana María Grau, se li imposa una fiança de 137.000 euros.
- Juan Bover
- Francisco Correa, se li imposa una fiança de 651.500 euros.
- Pablo Crespo, se li imposa una fiança de 651.500 euros.
- Álvaro Pérez, se li imposa una fiança de 651.500 euros.
- Cándido Herrero, se li imposa una fiança de 336.500 euros.
- Isabel Jordán, se li imposa una fiança de 440.000 euros.
- Mónica Magariños, se li imposa una fiança de 330.000 euros.

- 27 de febrer de 2014: Angélica Such Ronda presenta la renúncia a la seua acta de diputada a les Corts Valencianes.[20][21][22]

## Peça dels delictes de prevaricació i suborn per la contractació de Radiotelevisió Valenciana amb Teconsa

### Persones imputades
- Pedro García Gimeno, exdirector de RTVV.

### Cronologia
- 18 de juny de 2013: Declaren al TSJCV en qualitat de testimonis els antics directius de RTVV que participaren en la mesa de contractació que elegí Teconsa: Juan Prefaci i Vicente Sanz (exsecretaris generals de l'ens), José Llorca (exdirector de Canal 9), Benjamín Íñiguez (cap de secció de compre) i Encarna Pérez (advocada de la corporació).[23]
- 5 de febrer de 2014: Declara al TSJCV en qualitat de testimoni José Selva, que era col·laborador de Juan Cotino i afirma que Juan Cotino fou l'organitzador principal dels esdeveniments al voltant de la visita del Papa a València.[24][25][26]
- 7 de febrer de 2014: Declara al TSJCV en qualitat de testimoni José Manuel Granero (cap de producció d'informatius a Canal Nou durant la visita del Papa a València). Afirma que Juan Cotino fou qui demanà les pantalles, que els 7,2 milions que costà la sonorització no estaven pressupostats, que davant aquesta xifra escandalosa es va negar a visar la factura i que li digueren que no calia que la visara, ja que el director general, Pedro García, ja estava al corrent. També assegura que hi va haver irregularitats en la contractació del servei de seguretat, ja que ell demanà 80 agents i després li demanaren acreditar 200 agents.[27]
- 4 de març de 2014: La Unitat de Delinqüència Econòmica i Fiscal (UDEF) del Cos Nacional de Policia remet a la instrucció de la branca valenciana del cas Gürtel un informe sobre el contingut de l'agenda que intervingueren a Pablo Crespo (empresari de la trama Gürtel), on figuren reunions per tractar temes de la visita del Papa a València, amb Juan Gabriel Cotino Ferrer, Pedro García Gimeno (director general de Radiotelevisió Valenciana) i Enrique Pérez Boada (comissionat del Patronat de la Fundació V Trobada Mundial de les Famílies).[28][29]

## Peça dels delictes de prevaricació i suborn per les contractacions de la Generalitat Valenciana

### Persones imputades

#### Càrrecs públics
- Salvadora Ibars Sancho, directora general de Promoció Institucional de la Conselleria de Presidència de la Generalitat Valenciana.
- David Serra Cervera, exsecretari autonòmic d'Esports.
- Alfonso Bataller Vicent, exdirector general en la Conselleria de Sanitat i actual alcalde de Castelló.
- Rafael Peset Pérez, exsotssecretari de la Conselleria de Sanitat.
- Clara Abellán García, exdirectora general de Benestar Social.
- Antonio Santo Juan, responsable de VAERSA, empresa de medi ambient de la Generalitat Valenciana.
- Arantxa Vallés Testera, exgestora de la Societat Gestora per a la Imatge Estratègica i Promocional.
- Alicia de Miguel García (PPCV), exconsellera de Benestar Social de la Generalitat Valenciana[30]
- Luis Rosado Bretón, exdirector general de l'Agència Valenciana de Salut, alhora que exconseller de Sanitat. Està imputat pels presumptes delictes de prevaricació, tràfic d'influències i falsedat en document públic.
- José Eduardo Clérigues Belloch, exdirector general de Farmàcia i Productes Sanitaris de l'Agència Valenciana de Salut.
- María Pilar Adela Ripoll, exdirectora general de Qualitat i Atenció al Pacient.
- María Luisa Carrera Hueso, exdirectora d'Assistència Sanitària.
- Vicente Farnós de los Santos, exdirector de la societat pública Castelló Cultural.
- Silvia Caballer Almela, exdirectora general d'Arxius i Innovació Tecnològica de la Conselleria de Cultura, Educació i Esport.

#### Persones privades
- Mónica Magariños, apoderada d'Orange Market.

### Contractes investigats
Estan sent investigats els següents contractes entre la Generalitat Valenciana i empreses de la trama Gürtel:
- Premis Salut i Societat (edicions de 2006, 2007 i 2008)
- Open de Tennis (edicions de 2006 i 2007)

### Cronologia
- 25 d'abril de 2013: És imputat Alfonso Bataller Vicent, exdirector general en la Conselleria de Sanitat i actual alcalde de Castelló.[31][32]
- 3 de desembre de 2013: El jutge instructor del TSJCV imputa 4 exdirectors generals de la Conselleria de Sanitat: Luis Rosado Bretón (Agència Valenciana de Salut; també va ocupar el càrrec de Conseller de Sanitat), José Clérigues (exdirector de Farmàcia i Productes Sanitaris), María Pilar Adela Ripoll (exdirectora general de Qualitat i Atenció al Pacient) i María Luisa Carrera (exdirectora d'Assistència Sanitària).[33]
- 17 de desembre de 2013: Salvadora Ibars declara com a imputada i afirma que la decisió de contractar amb la trama Gürtel fou presa per Paula Sánchez de León (aleshores secretària autonòmica i actual delegada del Govern).[34]
- 22 de gener de 2014: És imputat Vicente Farnós de los Santos, que era director de la societat pública Castelló Cultural en el moment dels fets i actual sotsdirector de Castelló Cultural i membre del Consell Valencià de Cultura.[35]
- 27 de gener de 2014: Declara com a imputat Luis Rosado Bretón, exdirector general de l'Agència Valenciana de Salut i exconseller de Sanitat. Afirma que la decisió de contractar amb la trama Gürtel va ser una ordre de presidència (concretament de la Direcció General de Promoció Institucional, que en el moment dels fets estava dirigida per Salvadora Ibars).[36]

Vicente Farnós de los Santos, director de la societat pública Castelló Cultural en el moment dels fets i que actualment és sotsdirector de Castelló Cultural i membre del Consell Valencià de Cultura, anuncia que deixarà d'acudir a les sessions del Consell Valencià de Cultura a partir del febrer i fins que es resolga la seua situació judicial.
- 28 de gener de 2014: Vicente Farnós de los Santos, director de la societat pública Castelló Cultural en el moment dels fets i que actualment és sotsdirector de Castelló Cultural i membre del Consell Valencià de Cultura, és apartat de la seua funció com a sotsdirector de Castelló Cultural.[38]

## Peça dels delictes contra la Hisenda Pública
Aquesta peça investiga els delictes contra la Hisenda Pública que puguen atribuir-se a Orange Market derivats dels fets delictius investigats a les peces 1 i 2, de finançament irregular del PP i prevaricació de la Generalitat i la trama, respectivament.